# Aspidoras spilotus
Aspidoras spilotus és una espècie de peix de la família dels cal·líctids i de l'ordre dels siluriformes.

## Morfologia
Els mascles poden assolir els 3,4 cm de llargària total.

## Distribució geogràfica
Es troba a Sud-amèrica: Brasil (rius costaners de Ceará).